# 玻利維亞總統專機迫降事件

西班牙、法国和意大利(红色)拒绝專機跨越其领空，專機其後在奧地利降落(黄色)

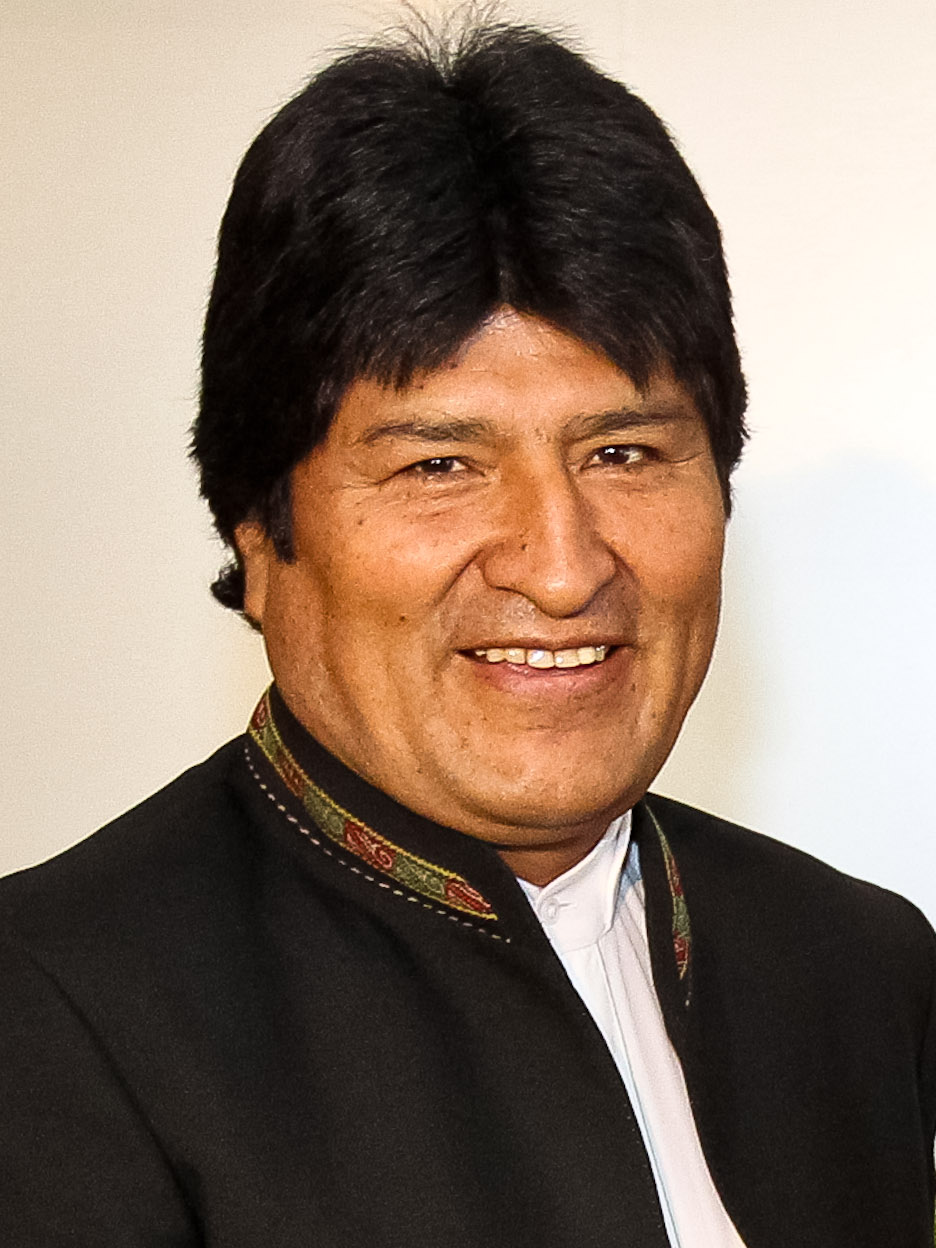
玻利维亚总统埃沃·莫拉萊斯

玻利維亞總統專機迫降事件，是指2013年7月2日玻利維亞總統埃沃·莫拉萊斯专机在从俄羅斯回国途中，因欧洲多国怀疑机上載有美國前中情局職員爱德华·斯诺登而拒绝其进入领空，迫使专机最終於奧地利迫降的事件。
2013年7月1日，到俄罗斯莫斯科参加天然气输出国论坛的玻利維亞總統埃沃·莫拉萊斯在接受RT电视台採訪時，立場似乎傾向於为斯諾登提供政治庇護。斯諾登是美國前中情局職員，他在2013年5月20日於香港向傳媒披露美国国家安全局自2007年开始实施的网络监控計劃“棱镜计划”，后于6月23日飛赴莫斯科谢列梅捷沃国际机场，并在机场逗留。7月2日，莫拉萊斯的達索獵鷹900專機從莫斯科伏努科沃機場起飛，计划返回玻利維亞，途中需经过多个欧洲国家的领空。但法國、西班牙和意大利三國因懷疑斯諾登在機上都拒絕该机進入其領空，最终迫使專機因缺乏燃油調頭飛往奧地利維也納迫降。而事實上，斯諾登不在专机上，自從抵達俄羅斯後一直待在谢列梅捷沃国际机场。

## 迫降后
奧地利副總理米夏埃爾·施平德勒格称奥方曾經搜查專機，但被玻利維亞國防部長否認，稱莫拉萊斯拒絕他們進入飛機。 玻利維亞、厄瓜多爾等多个南美洲國家強烈譴責法國、西班牙和意大利因所謂「技術原因」拒絕專機進入領空，並指真正原因是美國傳播斯諾登藏身於機上的謠言。西班牙外交部長何塞·加西亞·馬加洛公開表示，他們被告知斯諾登在機上，但沒有具體說明是誰通知他們。
奧地利媒體後來報導称，當飛機降落在維也納加油時，美國駐奧地利大使威廉·伊科“非常肯定地聲稱斯諾登在機上”，並提到一張“要求引渡斯諾登的外交照會”。
奧地利總統海因茨·菲舍爾登上飛機迎接莫拉萊斯並與他共享早餐。在奧地利官員確認斯諾登不在機上後，飛機再次起飛。

## 事後

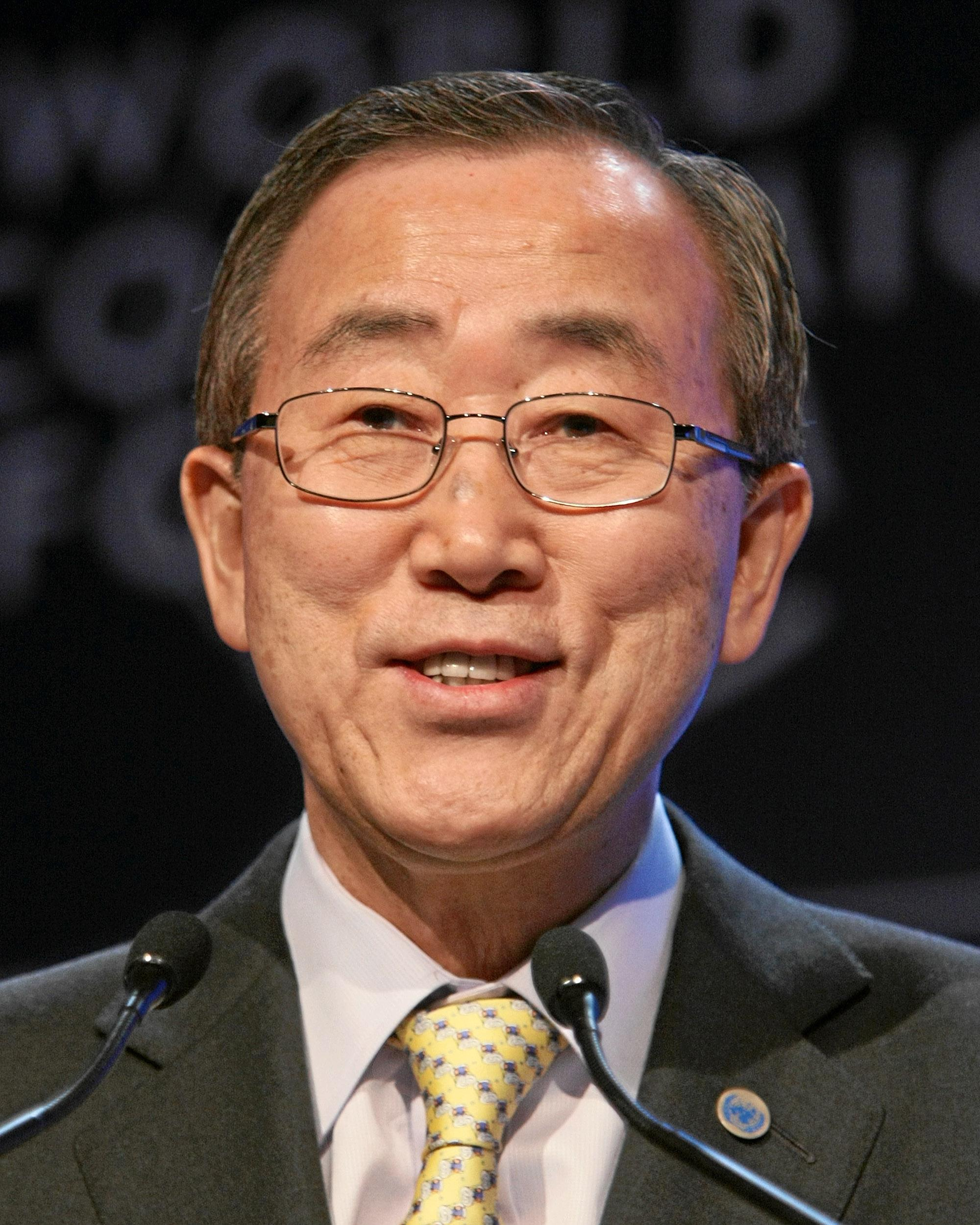
時任聯合國秘書長潘基文指：「國家元首和他的飛機享有外交豁免權和不可侵犯性。」

事後法國立即為此事件道歉。兩週後，西班牙駐玻利維亞大使以非正式的程序道歉。意大利和葡萄牙向玻利維亞政府發出正式解釋。
7月3日，美國國務院發言人珍·莎琪承認，美國一直“與世界各地有可能讓斯諾登入境甚至過境”的國家接觸。
在委內瑞拉總統馬杜羅請求飛越波多黎各的授權被推遲後，於9月20日，埃沃·莫拉萊斯宣布對美國政府提出反人類罪的訴訟，指控美國政府不斷阻礙總統專機跨越領空。馬杜羅當時正在前往北京與中華人民共和國進行雙邊會談。
在事件發生後，七個拉丁美洲國家：玻利維亞，阿根廷，古巴，厄瓜多爾，尼加拉瓜，烏拉圭和委內瑞拉，向時任聯合國秘書長潘基文表達了他們對事件的關注。潘基文指出：「國家元首和他的飛機享有外交豁免權和不可侵犯性。」潘基文還強調，防止此類事件在未來再次發生非常重要。

## 追究責任
2015年4月，維基解密創始人朱利安·阿桑奇承認他故意向美國洩露有關莫拉萊斯專機上載有美國前中情局職員愛德華·史諾登的假消息，作為分散特工注意的“特別措施”。其後，玻利維亞駐俄羅斯大使要求阿桑奇為使得莫拉萊斯的生命處於危險之中而道歉。阿桑奇在2015年8月接受玻利維亞報紙El Deber采訪時說維基解密曾和委內瑞拉政府討論使用委內瑞拉或玻利維亞的總統專機將斯諾登帶出俄羅斯。阿桑奇不知道玻利維亞政府是否知道這些談判，他本人也沒有與玻利維亞溝通，但他說委內瑞拉應該警告玻利維亞。